# Glossadelphus vivicolor
Glossadelphus vivicolor là một loài Rêu trong họ Hypnaceae. Loài này được (Broth. & Dixon) Broth. mô tả khoa học đầu tiên năm 1925.